# Rock the Party (Off the Hook)
«Rock the Party (Off the Hook)» es un sencillo del grupo estadounidense P.O.D. La canción fue lanzada en 1999 y forma parte del álbum The Fundamental Elements of Southtown.
La canción ganó un GMA Dove Awards, en la categoría short form music video of the year. Además obtuvo una nominación en los Billboard Video Music Awards.
Se incluyó en la versión para PlayStation del videojuego MTV Sports: T.J. Lavin's Ultimate BMX. Fue incluida en la serie de televisión Pen15.

## Posicionamiento
| Listas (2000)                             | Posición |
| ----------------------------------------- | -------- |
| U.S. Billboard Hot Mainstream Rock Tracks | 25       |
| U.S. Billboard Hot Modern Rock Tracks     | 27       |